# 大妻女子大学短期大学部

## 概観

### 大学全体
- 学校法人大妻学院により東京都千代田区内に設置されている日本の私立短期大学。短期大学制度が発足した1950年に設置された。大妻女子大学の開学後に設置され、以来併設型の短大となっている。併設型にしては学生数が多く、ピーク時（1998年度）には6学科で1学年定員が2,300名近くになったこともあったが、大妻女子大学への学部に一部改組された学科もあり、学科数および定員が減少した（2012年度現在、入学総定員700）。かつて多摩市にあった3つの学科は、大学の学部に吸収された。

### 建学の精神（校訓・理念・学是）
- 大妻女子大学短期大学部の学訓は、大学と同様「恥を知れ」となっている。

### 教育および研究
- 大妻女子大学短期大学部には、開学以来からの家政科が設置されている。これは、全国の短大でも数少ないものとなっており、家政専攻と生活総合ビジネス専攻と食物栄養専攻が設置されている。ほか、国文科や英文科も設置されている。

### 学風および特色
- 大妻女子大学短期大学部は、2007年度に大学評価・学位授与機構による「第三者評価」を受けている。
- 開学以来、大学に併設された短大として運営されている。
- 設置されている学科が、大学の学部・学科と類似している関係上、短大卒業後その大学へ編入学する学生が多い。

## 沿革
- 1950年 大妻女子大学短期大学部開学。家政科I部・II部を置く。
- 1967年 学科の新設を行う。
  - 国文科：学生数は344[1]。
  - 英文科：学生数は307[1]。
- 1968年 家政科を専攻分離する。
  - 家政専攻
  - 食物栄養専攻
- 1988年 多摩市のキャンパスにて学科の新設を行う。
  - 生活科：学生数153[2]
  - 日本文学科：学生数147[2]
  - 実務英語科：学生数174[2]
- 2011年 家政科に生活総合ビジネス専攻を設置する。
- 2022年7月11日 同年5月27日開催の理事会において2024年度以降の国文科・英文科の学生募集停止を決定したことを発表する[3][4]。

## 基礎データ

### 所在地
- 東京都千代田区三番町12

### 象徴
- 大妻女子大学短期大学部のカレッジマークは大学と同じものを使用している。

## 教育および研究

### 組織

#### 学科
- 家政科
  - 家政専攻
  - 生活総合ビジネス専攻
  - 食物栄養専攻
- 国文科
- 英文科

##### 過去に設置されていた学科
- 家政科第二部[注 1]
- 生活科[注 2]
- 日本文学科
- 実務英語科

#### 専攻科
- なし

#### 別科
- なし

##### 取得資格について
資格
- 司書：家政科家政専攻・生活総合ビジネス専攻、国文科、英文科
- 栄養士：家政科食物栄養専攻
- 2級衣料管理士（テキスタイルアドバイザー）：家政科家政専攻
- フードスペシャリスト：家政科家政専攻
- ビジネス実務士：家政科生活総合ビジネス専攻
- 秘書士：家政科生活総合ビジネス専攻

教職課程
- かつて中学校教諭二種免許状が設置されていた。
  - 家庭
    - 家政科家政専攻
    - 生活科

  - 保健：家政科家政専攻
  - 国語
    - 国文科
    - 日本文学科

  - 英語：英文科（1999年度入学生まで）
- 当初は家政科Ⅰ部・Ⅱ部それぞれに高等学校教諭免許状（家庭・保健）も併設されていた[5]。

## 学生生活

### 部活動・クラブ活動・サークル活動
- 大妻女子大学短期大学部のクラブ活動：基本的には大学と合同となっている。

### 学園祭
- 大妻女子大学短期大学部の学園祭は、「大妻千代田祭」と呼ばれ毎年、大学と合同で10月において実施されている。

## 大学関係者と組織

### 大学関係者組織
- 大妻女子大学短期大学部には、大学と同様「大妻コタカ記念会員」と称した同窓会組織がある。

### 大学関係者一覧

#### 大学関係者
- 河原春作：初代学長
- 大妻コタカ
- 田中義男
- 中川秀恭
- 荻上紘一

#### 出身者
- 篠塚満由美 - 歌手、作詞家、ものまねタレント
- 中村こずえ - フリーアナウンサー
- 岡野由美子 - フリーアナウンサー
- くま井ゆう子 - シンガーソングライター
- 笹幸恵 - ジャーナリスト
- Nanami - ファッションモデル
- 笹岡莉紗 - 元ファッションモデル
- 松坂季実子 - 元女優
- 平有紀子 - ファッションモデル
- 屋敷和子 - 日本航空執行役員・JALスカイ社長
- 麻生真宮子（田島みわ） - 元歌手、元女優（中退）
- 黒住祐子 - フリーアナウンサー（セント・フォース所属）
- 大谷享子 - ミス・ユニバース・ジャパン、実業家
- 柳野玲子 - タレント
- 山田加奈子 - 東京都北区長

## 施設

### 千代田キャンパス
- 使用学科：家政科・国文科・英文科
- 使用専攻科：なし
- 使用附属施設：大妻記念会館
- 交通アクセス：東京地下鉄半蔵門線半蔵門駅またはJR東日本中央・総武線市ケ谷駅下車。
- 設備：講堂「ホワイエ」・パイプオルガン・大妻講堂・本館・A棟・B棟・C棟・体育館・アトリウムなどがある。

### 旧・多摩キャンパス
- 使用学科：（生活科・日本文学科・実務英語科）
- 使用専攻科：なし
- 使用附属施設：大妻文化センター
- 設備：現在多摩キャンパスは、比較文化学部や人間関係学部・社会情報学部学生のためのキャンパスとなっている。

### 寮
- 「大妻久我山寮」と称した学生寮がある。

## 対外関係

### 他大学との協定

#### カナダ
- ブリティッシュコロンビア大学

### 系列校
- 大妻女子大学
- 大妻中学校・高等学校
- 大妻多摩中学校・高等学校
- 大妻中野中学校・高等学校
- 大妻嵐山中学校・高等学校
- 函館大妻高等学校：ただし、正式な付属校ではなく、全国唯一の分校となっている。

## 卒業後の進路について

### 就職について
- これまでの実績では、三井住友銀行・三菱東京UFJ銀行・第一生命保険・トヨタ自動車・伊勢丹・マックスファクター・味の素・日本電気・千葉銀行・ソニー・千葉興業銀行・石川島播磨重工業・東京電力・全日本空輸・イトーヨーカ堂・丸井・菱食・プリンスホテルなどがある[6]。

### 編入学・進学実績
- 系列の大妻女子大学ほか共立女子大学・昭和女子大学・女子栄養大学・東京家政大学・東京農業大学・日本大学・相模女子大学などがある[6]。